# Carouge à épaulettes
Agelaius phoeniceus
Espèce
Répartition géographique
- zone de nidification
- zone d'habitat permanent
- non-nicheur

Statut de conservation UICN

 LC  : Préoccupation mineure
Le Carouge à épaulettes (Agelaius phoeniceus) est une espèce de passereaux appartenant à la famille des Icteridae.
Son nom commun vient de deux taches rouges qui prennent la forme d'épaulettes quand l'oiseau prend une attitude d'intimidation.

## Description et comportement
Les deux sexes ont un bec très pointu. La queue est de longueur moyenne et  arrondie.
Les yeux, le bec, et les pattes sont noirs.
Les jeunes oiseaux ressemblent aux femelles, mais  plus pâles en dessous et avec les franges des plumes de couleur chamois.
Le carouge à épaulettes présente un net dimorphisme sexuel : le mâle est noir (y compris le bec et les pattes) avec des épaulettes d'un rouge vif généralement souligné de jaune pâle. On ne voit pas toujours ses épaulettes rouges lorsqu'il est perché, et alors seule la fine bordure jaune dépasse. L'appartenance de la femelle à l'une ou l'autre des sous-espèces de carouges bicolores ou tricolores est difficile à établir. Toutes sont brun foncé, se fondant mieux dans la nature, et plus discrètes sur leur nid.

Dimorphisme sexuel
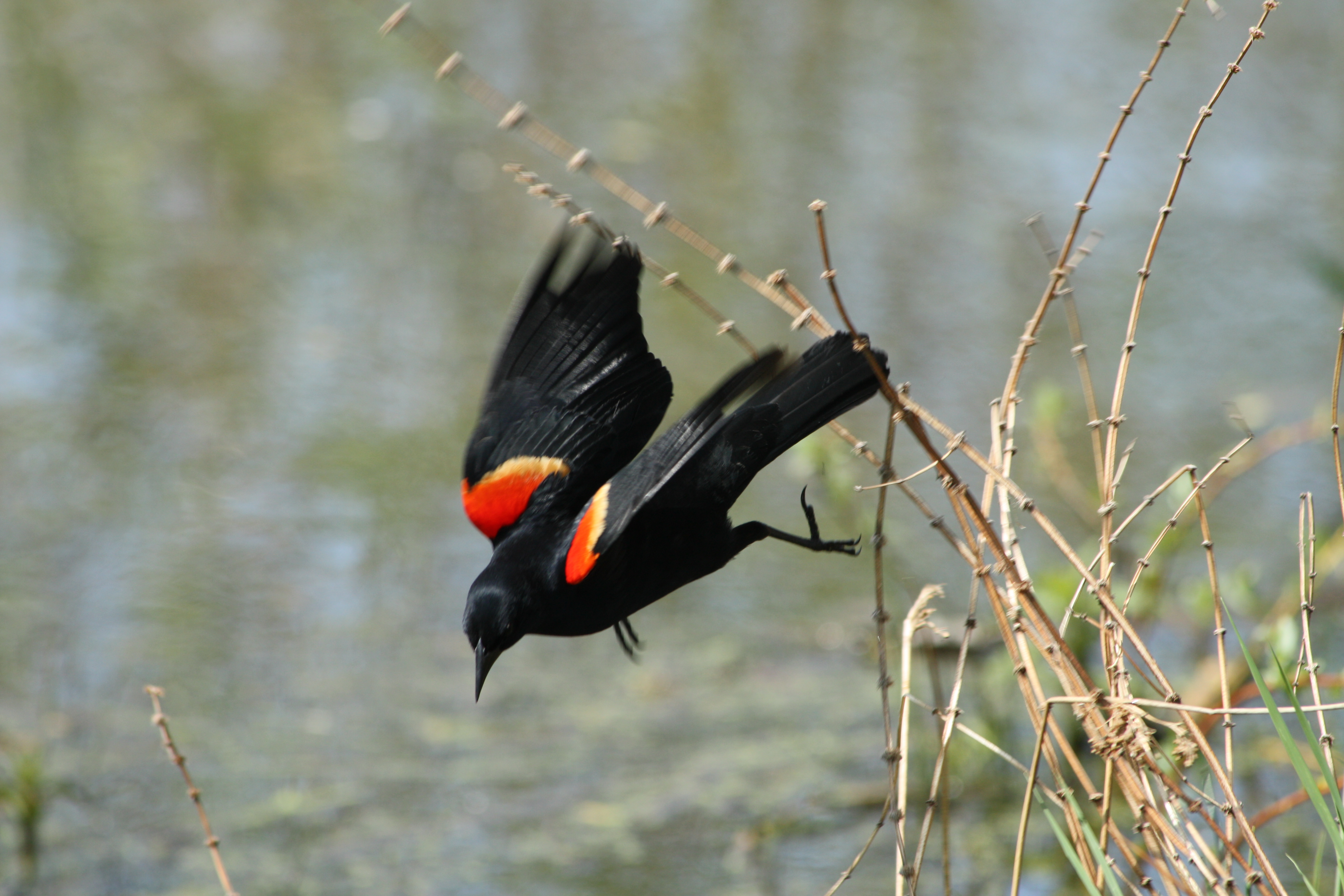
Mâle quittant un perchoir
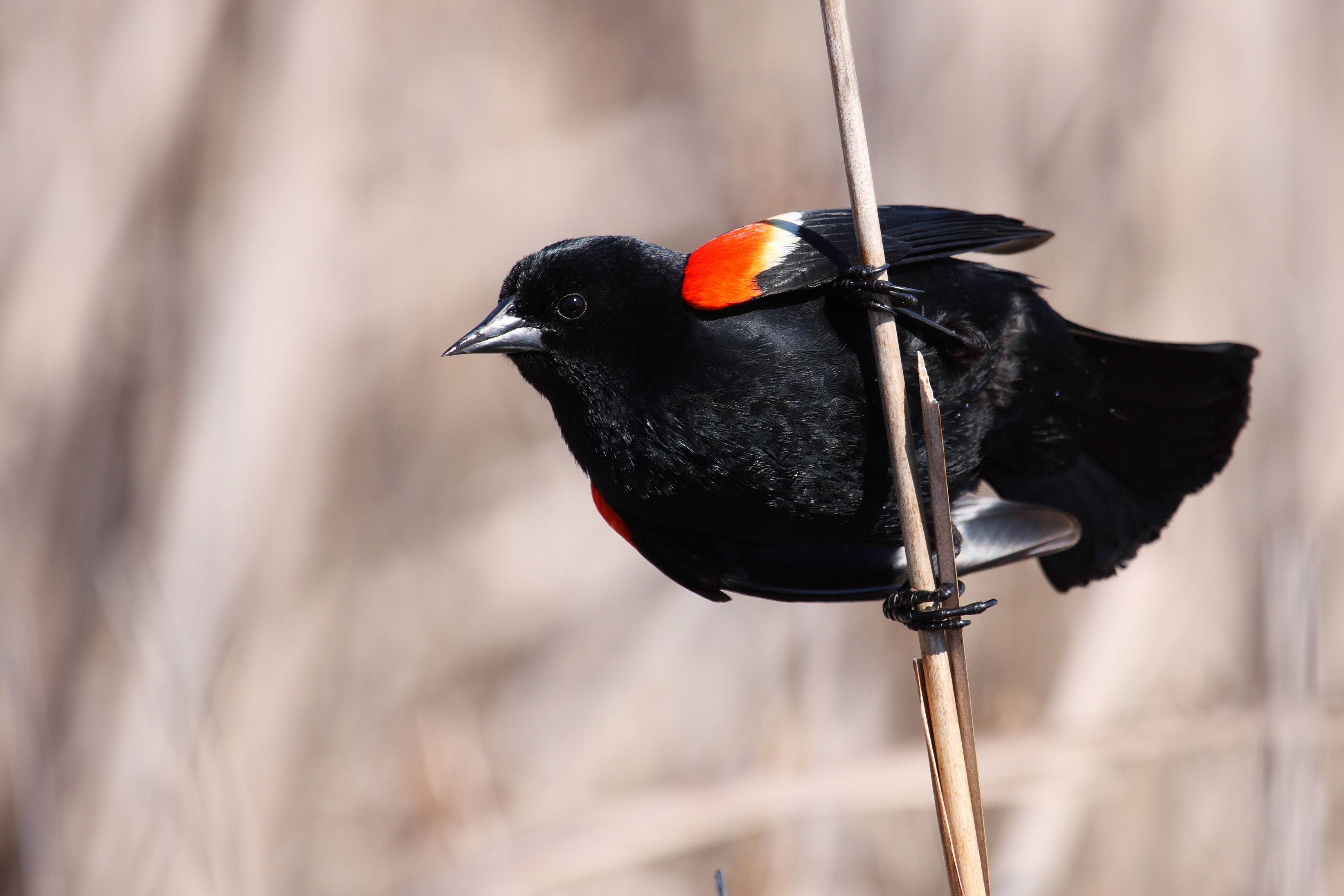
Mâle en attitude typique d'intimidation, ailes écartées, montrant ses plumes rouges
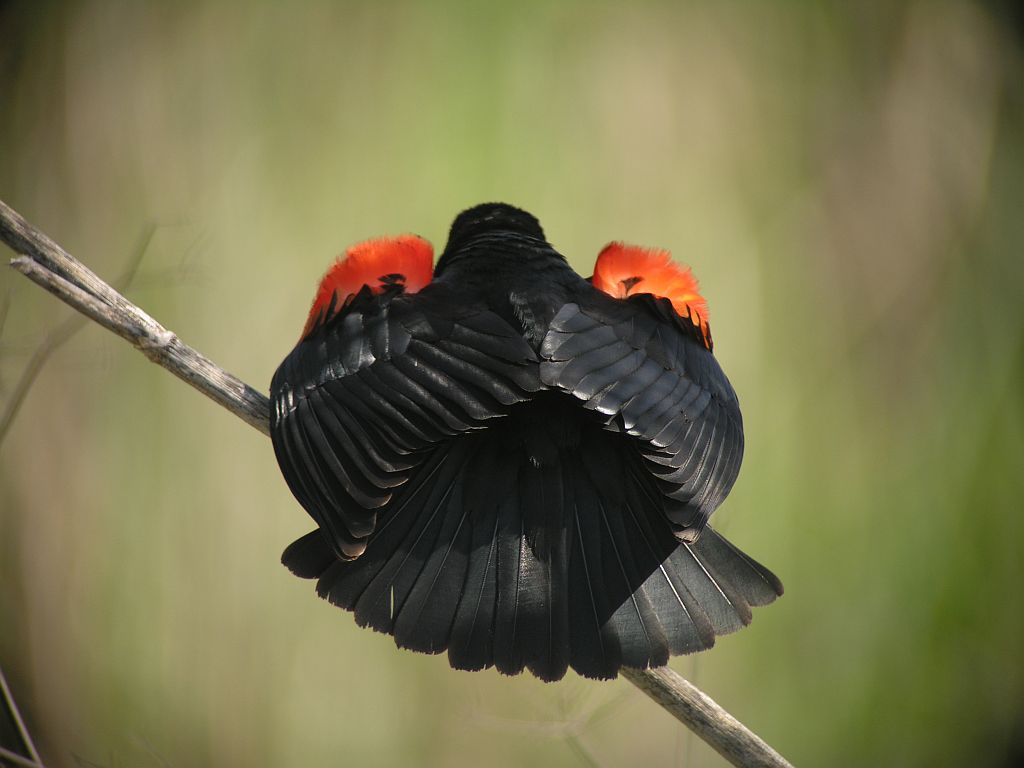
Mâle de la sous-espèce A. p. gubernator, sans bande jaune en bordure de la tache rouge
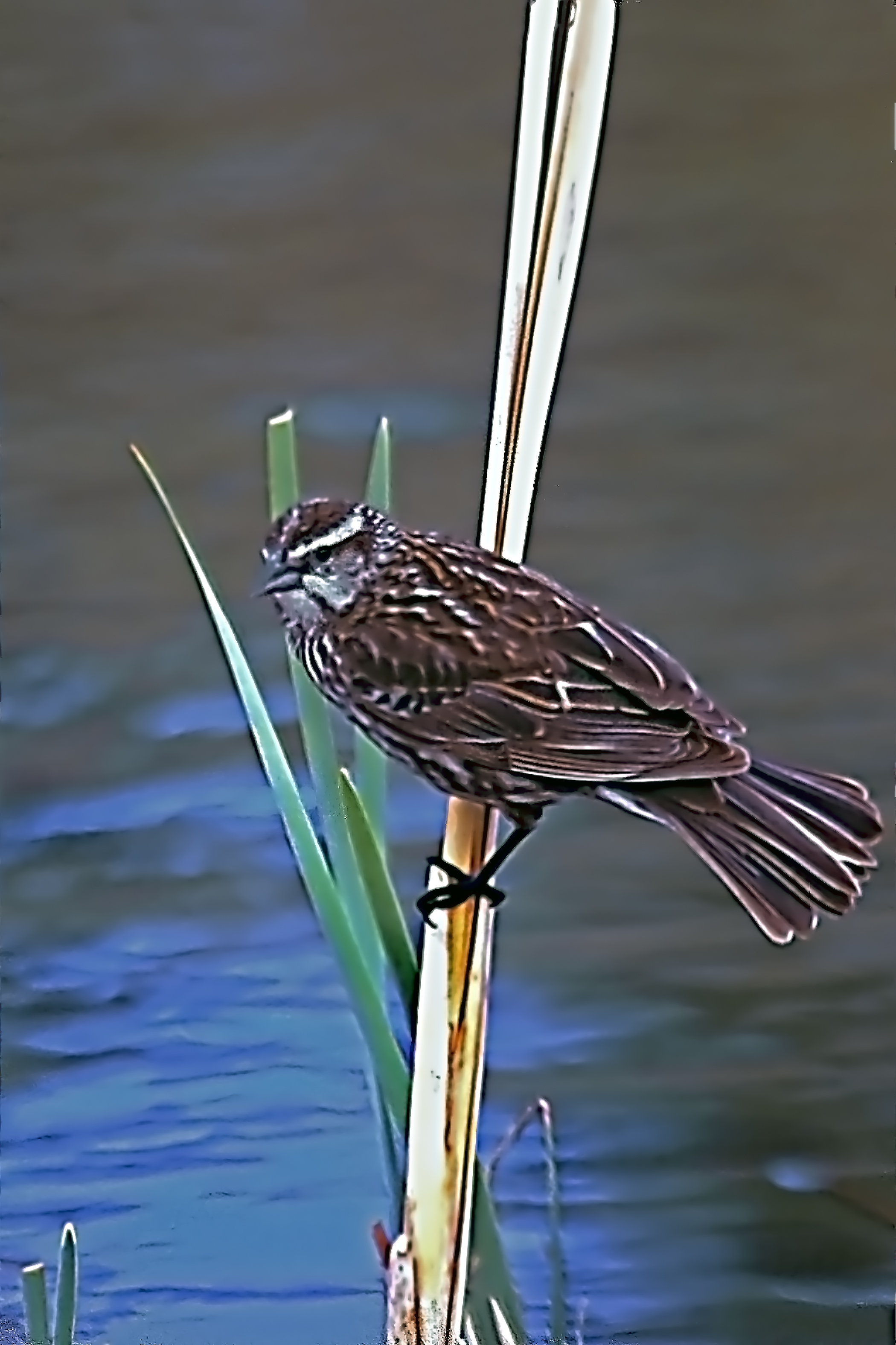
Femelle
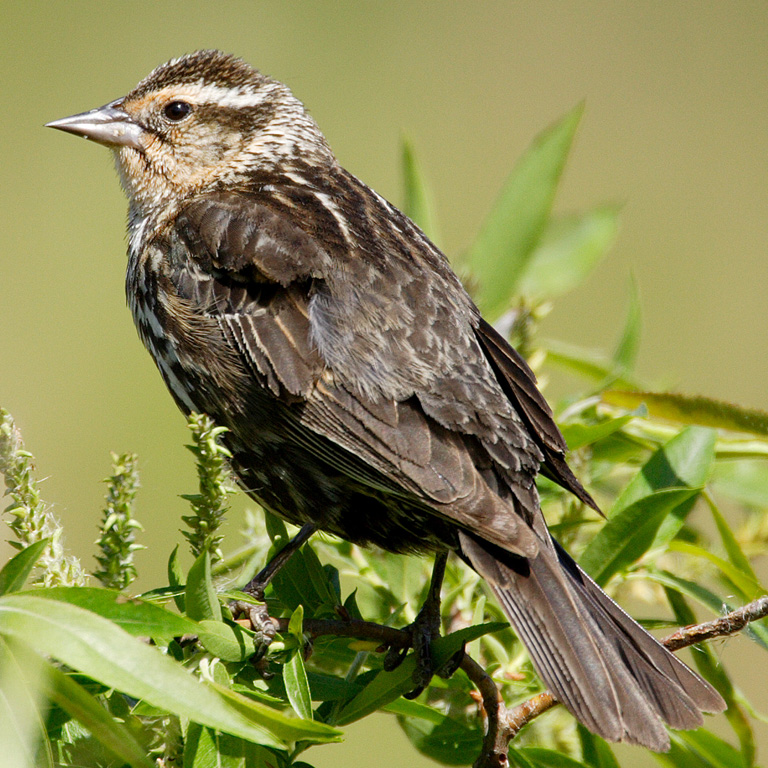
Femelle de trois-quarts
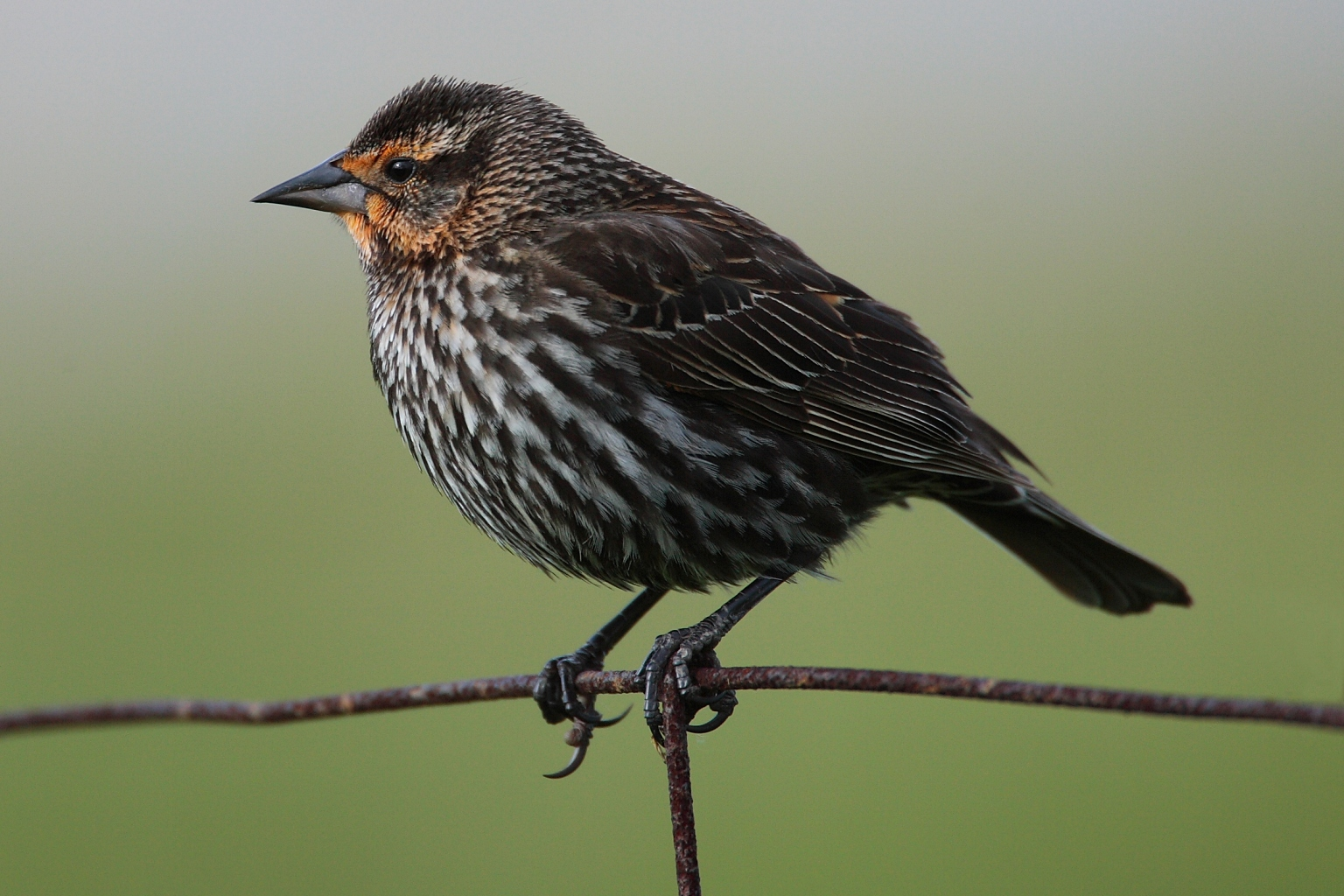
Autre femelle, aux couleurs plus discrètes

Le Carouge à épaulettes est un animal très territorial, qui défend son territoire contre d'autres animaux et oiseaux. Il attaque et intimide des oiseaux beaucoup plus grands que lui tel que corbeaux, pies, et même certains rapaces et hérons s'ils entrent dans leur territoire
. Les mâles peuvent attaquer l'homme s'il envahit son territoire pendant la nidification,.
La forme particulière du vol de cet oiseau permet de le distinguer d'autres espèces proches (les taches colorées ne sont pas visibles de dessous).

## Chant

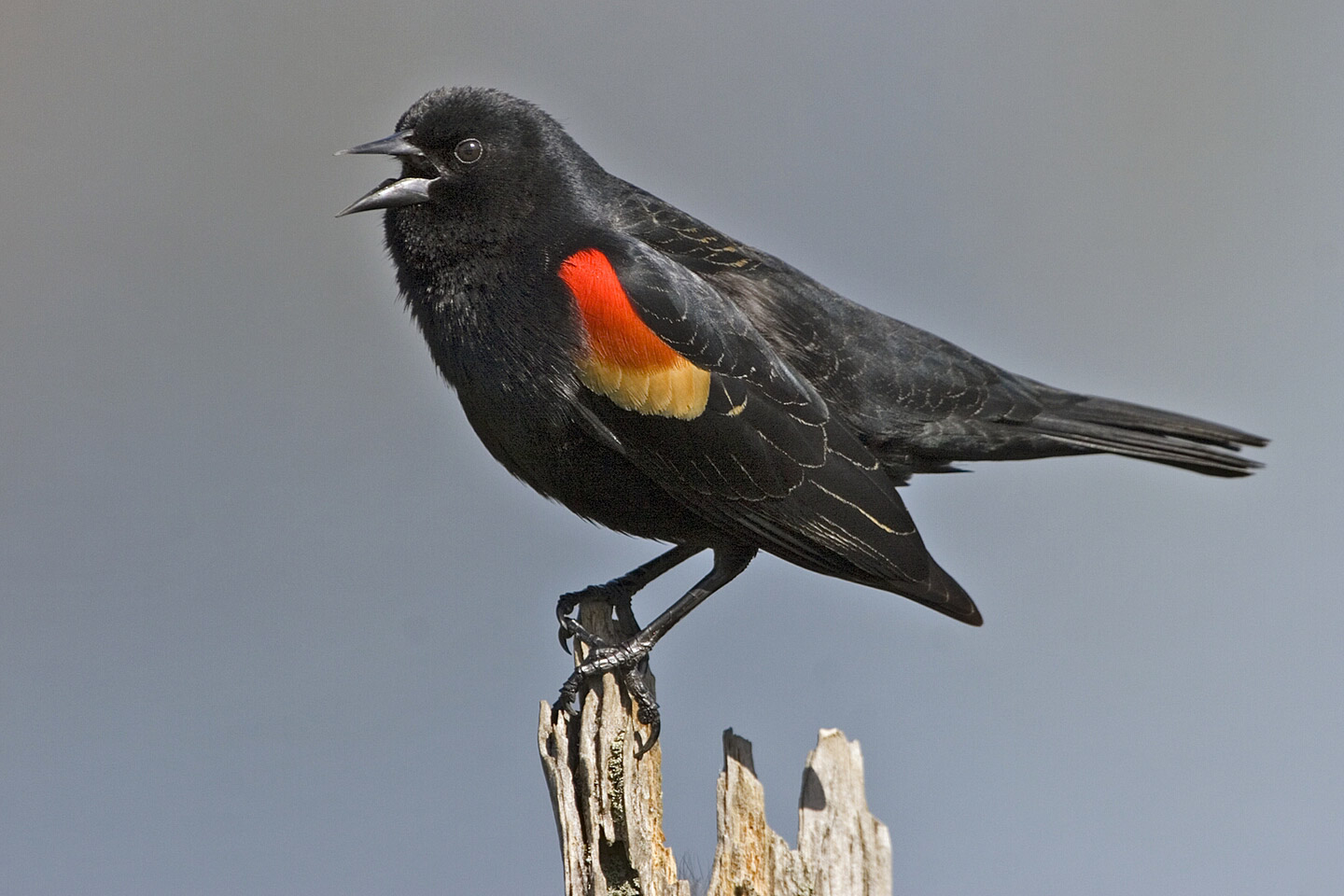
Mâle en posture de chant sur perchoir

L'appel du carouge à épaulettes mâle allie un chant de gorge contrôlé et des sifflements de type'terrr-eeee.
Dans ses comportements sociaux, le mâle chante souvent avec un mouvement de présentation de ses épaulettes rouges. Le chant de la femelle évoque un chit chit chit chit chit chit cheer teer teer teerr.

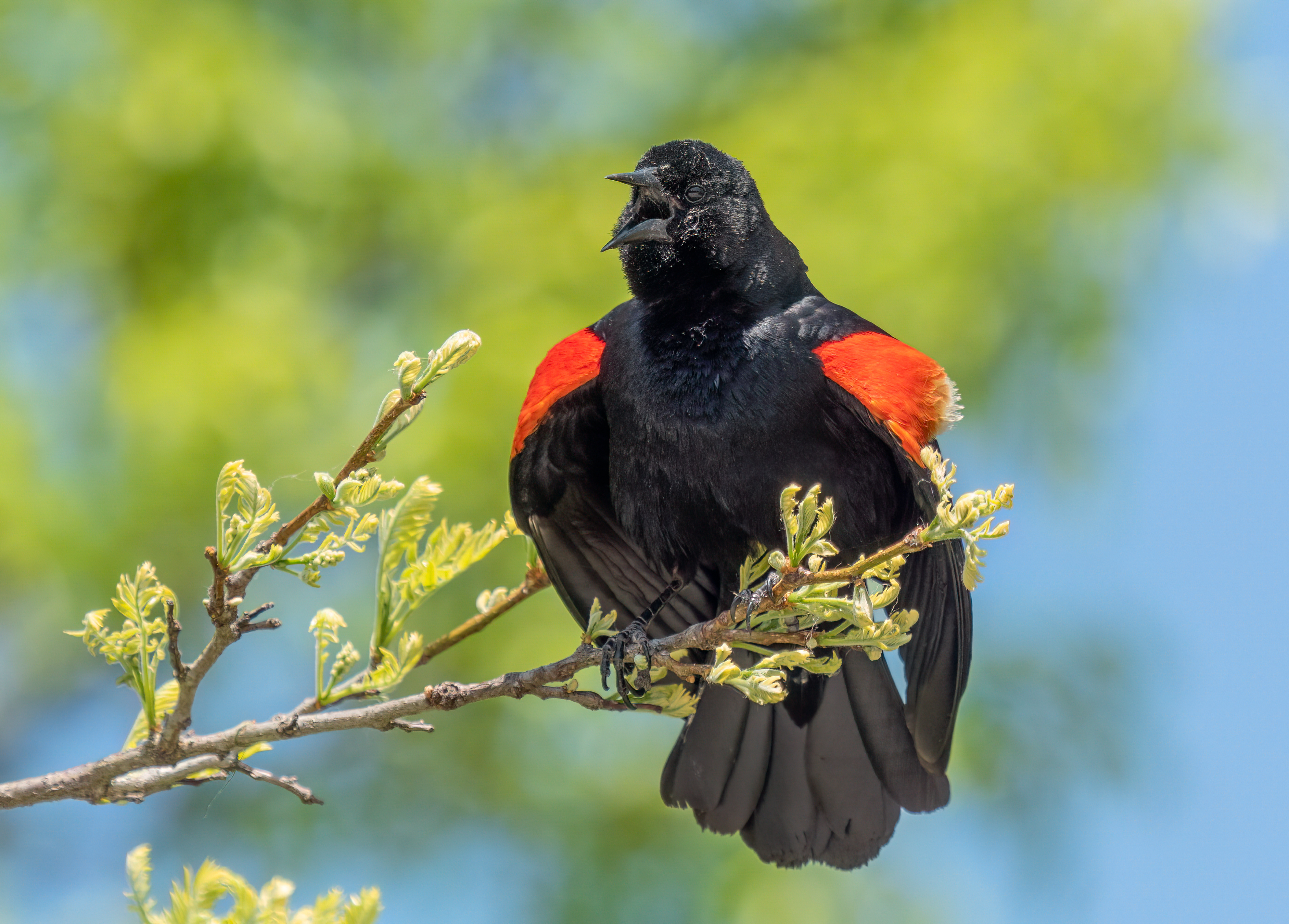
Carouge à épaulettes chantant.

## Alimentation
Cet oiseau est omnivore. Les graines de nombreuses plantes et/ou les insectes constituent l'essentiel de son alimentation, selon l'époque et la disponibilité en nourriture. Il a appris à collecter les restes de récolte ou débris de blé, maïs ou riz après la moisson.
Un quart au moins de son régime alimentaire se compose d'insectes et autres invertébrés, et considérablement plus lors de la saison de reproduction Il montre une préférence pour les gros insectes tels que libellules, demoiselles, papillons et diptères, mais consomme également des escargots, amphibiens, œufs, charognes, vers, araignées et mollusques. Il fouille dans les feuillages et plantes pour trouver ses proies, ou les happe au vol.
En saison, il mange des bleuets (airelle voisine de la myrtille), des mûres et d'autres petits fruits.
Il peut aussi visiter les mangeoires à oiseaux et en fin d'été et d'automne, il se nourrit dans les zones d'openfield, avec d'autres espèces d'oiseaux (dont les étourneaux) en groupe qui peuvent atteindre plusieurs milliers d'oiseaux.

## Confusion possible
Le mâle adulte ressemble à l'Échenilleur à épaulettes rouges, une espèce africaine.

Planches zoologiques pour comparer les deux espèces
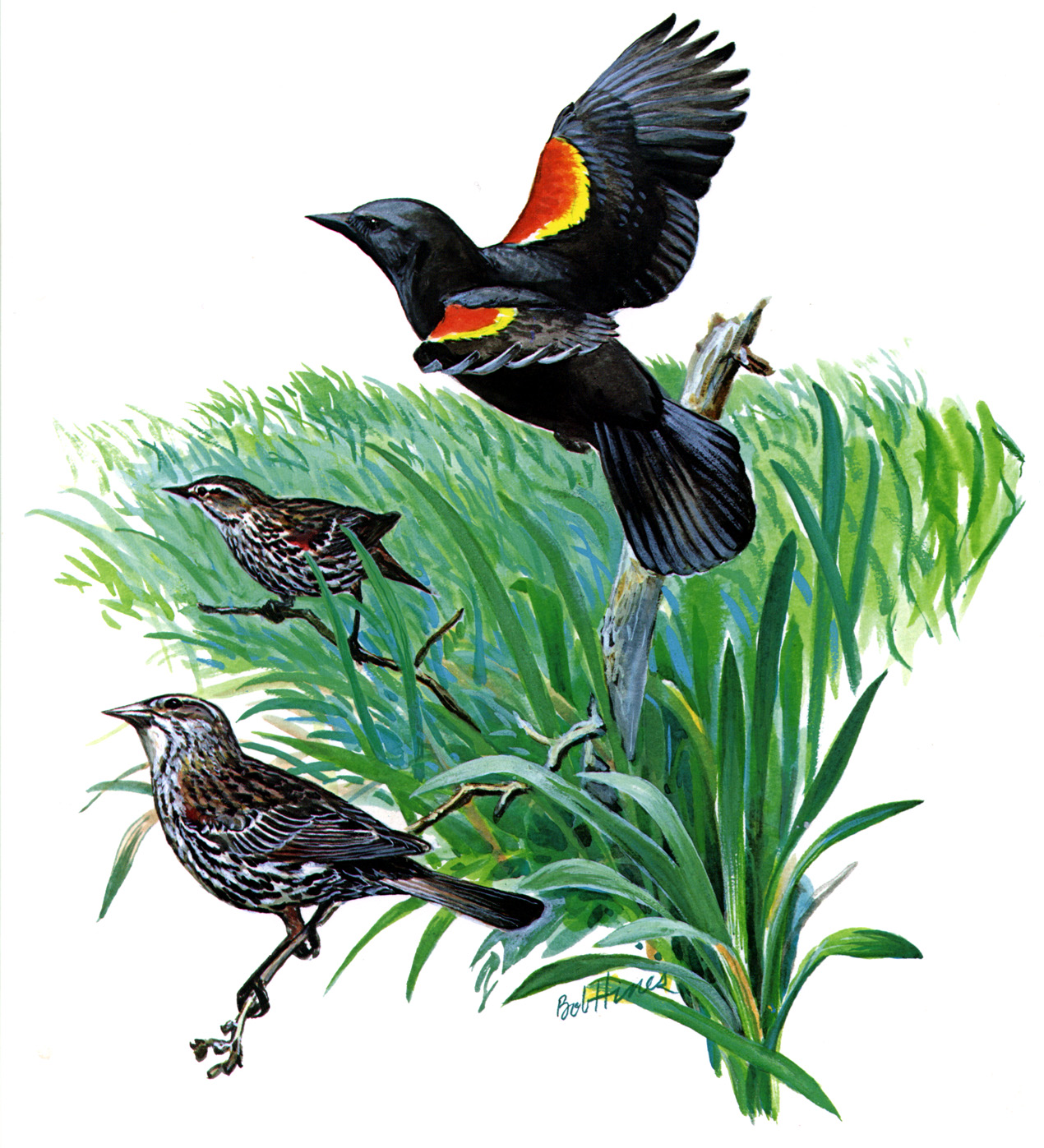
Mâle et femelles de Carouge à épaulettes (Agelaius phoeniceus)
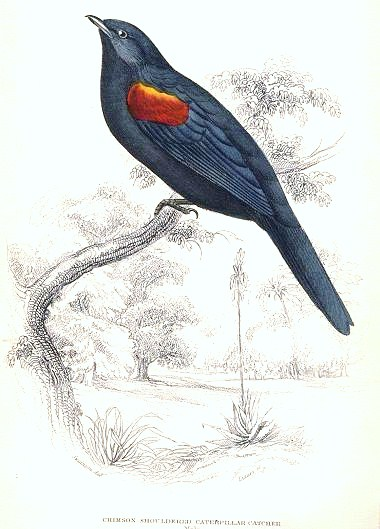
Mâle Échenilleur à épaulettes rouges (Campephaga phoenicea)
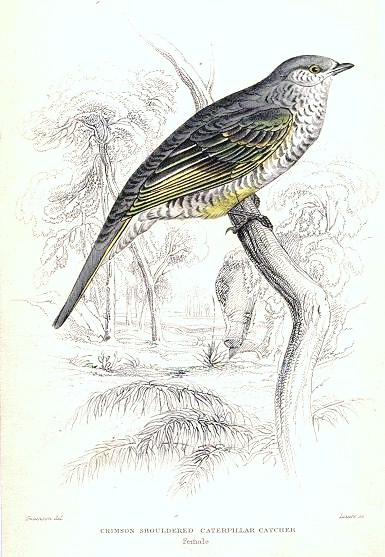
Femelle Échenilleur à épaulettes rouges (Campephaga phoenicea)

## Habitat
Le carouge à épaulettes apprécie les vastes zones herbeuses ouvertes (grande prairie, prairies humides, champs, jachères) mais plus encore les zones humides où il trouve de nombreux insectes. On le trouve sur les eaux douces, mais aussi sur les marais salés, notamment quand les Typha sont présents.

## Répartition et sous-espèces

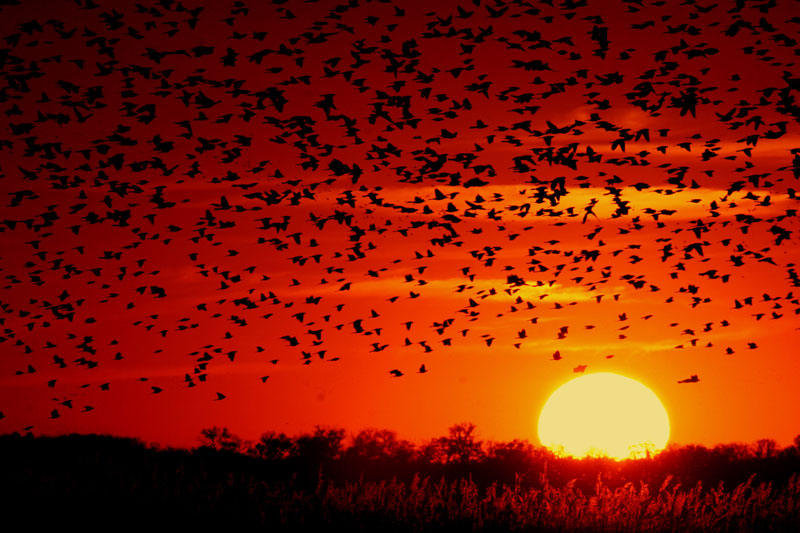
Vol groupé

Selon la classification de référence du Congrès ornithologique international (15.1, 2025) il se répartit en 22 sous-espèces :
- A. p. arctolegus Oberholser, 1907 — du sud-est de l'Alaska au centre des États-Unis ;
- A. p. fortis Ridgway, 1901 — à l'est des Rocheuses ;
- A. p. nevadensis Grinnell, 1914 — à l'ouest des Rocheuses ;
- A. p. caurinus Ridgway, 1901 — littoral nord-ouest nord-américain ;
- A. p. sonoriensis Ridgway, 1887 — désert de Sonora ;
- A. p. nyaritensis Dickey & Van Rossem, 1925 — de l'ouest du Mexique au Salvador ;
- A. p. grinnelli Howell, AB, 1917 — du Salvador au Costa Rica;
- A. p. phoeniceus (Linné, 1766) — est nord-américain ;
- A. p. littoralis Howell, AH & Van Rossem, 1928 — littoral du golfe du Mexique ;
- A. p. mearnsi Howell, AH & Van Rossem, 1928 — du sud de la Géorgie au centre de la Floride ;
- A. p. floridanus Maynard, 1895 — sud de la Floride ;
- A. p. megapotamus Oberholser, 1919 — du sud du Texas à l'est du Mexique ;
- A. p. nelsoni Dickerman, 1965 — centre-sud du Mexique ;
- A. p. richmondi Nelson, 1897 — littoral de l'est du Mexique au Costa Rica ;
- A. p. pallidulus Van Tyne & Trautman, 1946 — nord de la péninsule du Yucatán ;
- A. p. arthuralleni Dickerman 1974 — nord du Guatemala ;
- A. p. bryanti Ridgway, 1887 — nord-ouest des Bahamas ;
- A. p. aciculatus Mailliard, 1915 — comté de Kern (Californie) ;
- A. p. neutralis Ridgway, 1901 — du sud de la Californie au nord de la péninsule de Basse-Californie ;
- A. p. mailliardorum Van Rossem; 1926 — littoral du centre de la Californie ;
- A. p. californicus Nelson, 1897 — Vallée Centrale ;
- A. p. gubernator (Wagler, 1832) — centre du Mexique le mâle ne présente de bordure jaune soulignant les taches rouges.

Il peut hiverner au nord jusqu'en Pennsylvanie et en Colombie-Britannique, mais les populations nordiques sont généralement migratrices, se déplaçant vers le Mexique et le sud des États-Unis. La migration débute en septembre-octobre, mais occasionnellement plus tôt, en aout.
Dans l'ouest et le milieu de l'Amérique du Nord, les populations sont généralement sédentaires (non-migratrices).

### Reproduction

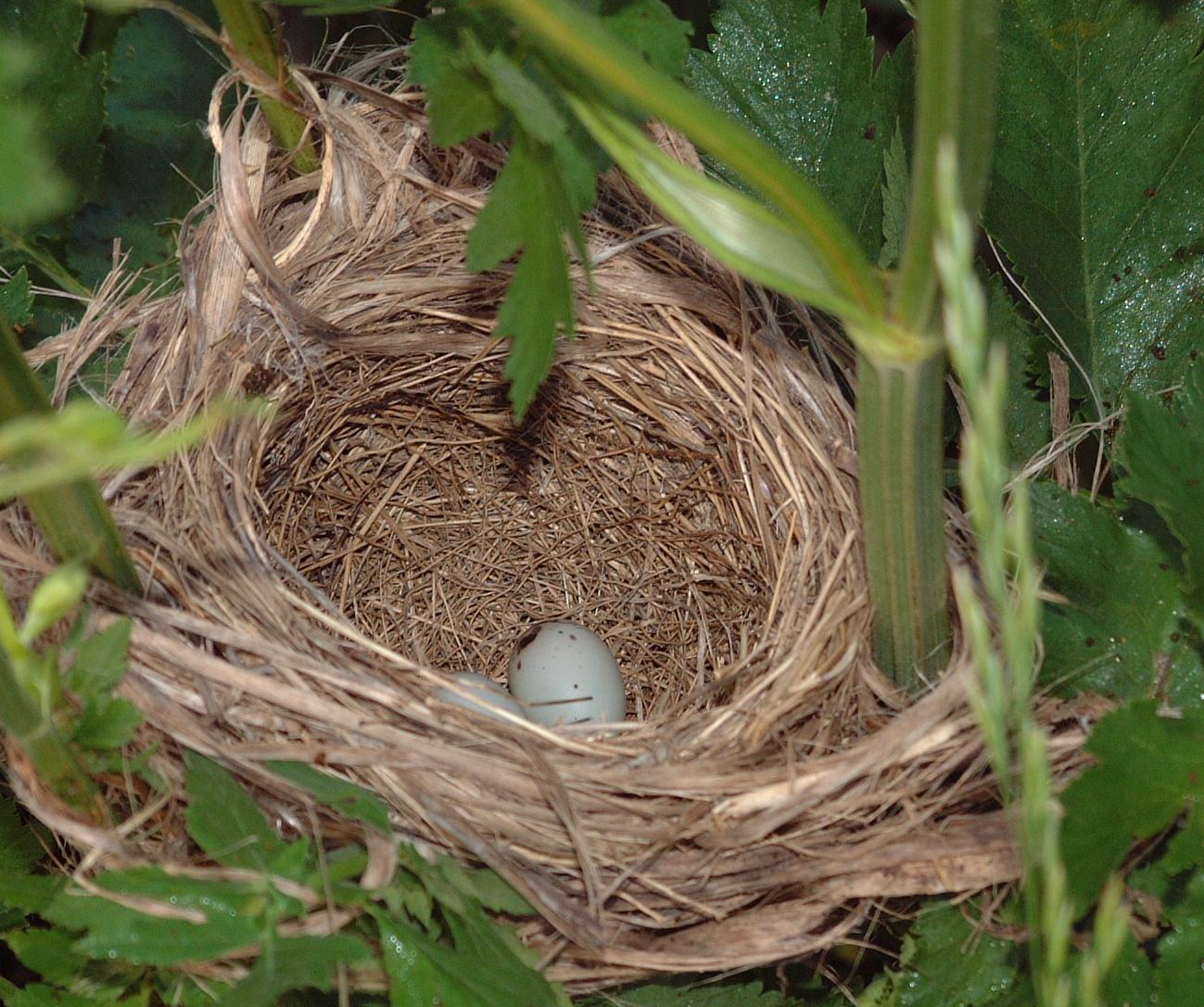
Nid et œufs

Le comportement de ces oiseaux est colonial, les nids, en forme de panier bien creux, plus ou moins groupés, sont construits dans les roselières, les herbes, carex, ou dans les buissons d'aulne ou saule, uniquement par la femelle, en 3 à 6 jours. Il est constitué de graminées, de carex et mousses, éventuellement cimentés avec de la boue, et lié aux branches ou herbes environnantes.
Il est situé de 7,6 cm  à 4,3 m au-dessus de l'eau.
La portée compte trois ou quatre, rarement cinq, œufs. Les œufs sont ovales, lisse et légèrement brillant. Ils mesurent 24,8 x 17,55 mm. Ils sont pâles vert bleuâtre, marqué de brun, violet, et/ou de noir, avec souvent des ponctuations autour de l'extrémité la plus large de l'œuf. Ces œufs sont couvés par la femelle seule, et éclosent au bout de 11 à 12 jours.
Les Carouges à épaulettes éclosent aveugles et nus, mais grâce à une alimentation très riche en protéines (les parents s'alimentent presque exclusivement de gros insectes à cette époque) ils seront prêts à quitter le nid 11 à 14 jours après l'éclosion.
Les Carouges à épaulettes rouges sont polygames, avec des mâles territoriaux défendant jusqu'à 10 femelles.
Cependant, les femelles copulent fréquemment avec d'autres mâles que leur partenaire social, et les pontes peuvent provenir de plusieurs "pères"). Deux, voire trois couvées sont possibles par saison, dans un nouveau nid à chaque fois.
La prédation des œufs et des oisillons est importante. Les prédateurs des nids sont des serpents (couleuvre), le vison, le raton laveur, et d'autres oiseaux, même aussi petit que le Troglodyte des marais.
Le carouge à épaulettes est également parfois victime de parasites de la reproduction, en particulier de la part du Vacher à tête brune. Probablement en réaction à la prédation des nids, plusieurs adaptations évolutives existent chez cette espèce, dont la nidification groupée (qui réduit le risque de prédation individuelles en augmentant le nombre de parents en alerte), la nidification au-dessus de l'eau (qui réduit la probabilité de prédation), de même que de puissants cris d'alarme. Les nids sont en outre souvent bien cachés dans les roselières épaisses à  proximité de l'eau, et souvent à un à deux mètres de hauteur. Les mâles jouent souvent le rôle de sentinelles, disposant d'une variété de chants ou cris désignant un danger plus ou moins grand. Des postures d'intimidation et d'attaques réussissent à effrayer certains prédateurs. La coloration terne et brunâtre de la femelle joue probablement aussi un rôle de camouflage pour elle et son nid (quand elle couve).

## Relations avec les humains
Avant les Anglais, les peuples autochtones amérindiens nommaient déjà l'oiseau selon ses caractéristiques physiques et colorées. Dans les langues Anishinaabees (groupe de langues autochtones parlées dans la majeure partie des régions fréquentées par cet oiseau), des noms variés ont été donnés à cet oiseau. Dans la langue oji-cri, la plus septentrionales des langues Anishinaabe, il est appelé jachakanoob, tandis que l'Ojibwa parlé au Nord-Ouest de l'Ontario et au Manitoba juste au sud de la zone où l'on parlait l'Anishinini, l'oiseau est appelé jachakanoo; ces deux langues associent le carouge à épaulettes  au type Junco. Toutefois, dans la grande majorité des autres dialectes de langue Ojibwa, l'oiseau est appelé memiskondinimaanganeshiinh (nom qui évoque une épaule très rouge). Toutefois, la langue Odawa, une langue qui était parlée par les Anishinaabe du Sud-Ouest de l'Ontario et du Michigan, l'oiseau est plutôt appelé soit  memeskoniinisi ("oiseau avec une tache rouge sur l'aile) ou comme memiskonigwiigaans ("Aile à la petite tache rouge")
Bien qu'appréciée pour les couleurs vives du mâle et pour leur comportement insectivore, utile à certaines cultures et à la régulation des populations d'insectes, en hiver, cette espèce qui peut former des vols assez denses, devient volontiers insectivore et s'éloigne alors des zones humides en hiver, à la recherche de graines ou petits fruits. Elle peut alors se nourrir de restes de récoltes ou de semence de céréales dans les zones agricoles, ce qui fait qu'elle est parfois considérée comme ravageur des cultures par certains agriculteurs
Dans les Grandes Plaines, la  langue Lakota, cet oiseau est appelé wabloša ("ailes  rouges"). Les chants de cet oiseau sont décrits par les lakotas  comme toke, ni mat'ā ("oh! que je pourrais mourir"), ou comme nakun Miye ("... et moi "), ou encore mal eya ("moi aussi!") ou cap'cehlī ("une plaie de castor").

## «Phénomène» de mortalité massive subie à Beebe et en Louisiane
Le 1er janvier 2011, un phénomène exceptionnel s'est produit dans et autour de la ville de Beebe (Arkansas). Les habitants ont découvert au petit matin des centaines de carouges à épaulettes morts ainsi que quelques étourneaux sansonnet. Vers 23h30 locales, la nuit de la Saint-Sylvestre, quatre à cinq mille de ces oiseaux se sont en effet abattus sur la ville en vol désordonné, de nombreux oiseaux se cognant entre eux et aux obstacles, avant de mourir subitement, ou dans le courant de la nuit.
Les causes de ces décès massifs sont encore inconnues, plusieurs spécialistes ayant des avis divergents quant aux éventuelles blessures observées. Les feux d'artifice de la nouvelle année sont une des explications évoquées ; ils auraient pu faire mourir de peur ces oiseaux.
Une autre explication serait des chutes de grêle ou des coups de foudre à haute ou très haute altitude. Cet oiseau étant considéré comme « nuisible » par certains céréaliers (bien que par ailleurs utile en tant qu'insectivore partiel), plusieurs dizaines de détonations entendues par un témoin local avant le phénomène ont fait évoquer l'utilisation possible d'arme à feu ou de matériel destiné à effrayer les oiseaux comme autre explication possible.

Des cadavres ont été envoyés à diverses autorités compétentes pour autopsies et étude afin d'obtenir de plus amples informations,,,, pour notamment vérifier qu'il ne s'agit pas d'une intoxication, car à environ 160 à 200 kilomètres de Beebe, 100 000 poissons (malachigans (Aplodinotus grunniens) essentiellement, ont été trouvés morts. Selon les premiers résultats des tests et  autopsies, faits par le National Wildlife Health Center Lab de Madison (Wisconsin), ces oiseaux sont morts des suites d'hémorragie interne, sans que les causes du comportement de ces oiseaux avant leur mort aient été identifiées. Scott Wright, responsable de l'enquête sur le terrain pense toujours que des feux d'artifice auraient pu déclencher un mouvement de panique chez ces oiseaux.

D'autres cas de mortalités massives ont été dans le passé enregistré aux États-Unis, avec un premier cas en 1996 sur le lac Shawano (nord du Wisconsin) mais dans des zones humides et non en ville puis deux fois aux abords du Mississippi à partir de l'automne 2002. Dans tous les cas les oiseaux (Petit Fuligule et Foulque d'Amérique en migration) étaient parasités par un trématode dont l'hôte intermédiaire est un escargot (espèce invasive importée d'Europe et Asie). Environ 25 000 oiseaux sont morts, la plupart sur le lac Onalaska.
Le 5 janvier 2011, en Louisiane, une nouvelle pluie de carouges à épaulettes et d'autres oiseaux a été enregistrée. Plus de 600 oiseaux morts ont été retrouvés, en grande partie sur le goudron d'une route nationale, là encore sans aucune explication. Jim Lacour, vétérinaire, pense qu'ils auraient pu avoir percuté une ligne à haute tension bordant la route nationale LA 1. Une cinquantaine d'oiseaux auraient été retrouvés près d'un poteau électrique, les autres sur la route dans un rayon d’un kilomètre, à proximité pour certains d'un grillage. Ils seraient morts dimanche soir, ou très tôt lundi matin.
En Suède, une mortalité de Choucas (entre 50 et 100 oiseaux) à Falköping (au sud-est de Skövde) semble liée à un feu d'artifice tiré dans la nuit de mardi 4 janvier 2010.
Les ornithologues privilégient la thèse de collisions en série dues à un mouvement de panique au sein des grands rassemblements hivernaux d'oiseaux dans les villes.
En Géorgie (États-Unis), en 2009, des décès par hémorragies de jaseurs d'Amérique (Bombycilla cedrorum) ont été en revanche attribués à un excès de consommation des baies de bambou sacré (Nandina domestica), seule nourriture disponible localement, mais dont l'acide cyanhydrique à haute dose devient toxique même pour les oiseaux.